# Гамбургский институт социальных исследований
Гамбургский институт социальных исследований (нем. Hamburger Institut für Sozialforschung) — негосударственный научно-исследовательский центр в Германии. Проводит исследования в области современной истории и общественных наук. Институт имеет свой архив, библиотеку, выпускает журнал «Mittelweg 36» («Средний путь 36»), организует конференции и другие мероприятия. Его основал в 1984 году Ян Филипп Реемтсма.
Институт выступил организатором передвижной выставки «Война на уничтожение. Преступления Вермахта в 1941—1944 годах» о военных преступлениях вермахта в СССР и на Балканах. Выставка работала с марта 1995 года, вызвав широкую дискуссию в немецком обществе. В 1999 году работу выставки прекратили после того, как некоторые историки заявили, что часть фотографий имеет неверную атрибуцию. Комиссия историков рассмотрела эти заявления и установила, что критика справедлива в отношении менее 20 фотографий из общего числа 1433, однако основные тезисы выставки были верными. После этого выставку открыли снова под названием «Преступления Вермахта. Масштабы войны на уничтожение». Организатор первой выставки исследователь Ханнес Геер сказал, что они хотели опровергнуть сложившийся стереотип в сознании немцев, считающих, что преступления во время войны совершали только подразделения СС, гестапо, полиции и небольшие группы нацистов-фанатиков.